# Dutch Open 1955
Die Dutch Open 1955 im Badminton fanden im Krelagehuis in Haarlem statt.

## Finalergebnisse
| Disziplin    | Sieger                          | Finalist                     | Ergebnis          |
| ------------ | ------------------------------- | ---------------------------- | ----------------- |
| Herreneinzel | Eddy Choong                     | Ole Mertz                    | 15–5, 15–0        |
| Dameneinzel  | Hanne Jensen                    | Annelise Hansen              | 6–11, 11–7, 11–5  |
| Herrendoppel | David Choong Eddy Choong        | A. Lillelund Ole Mertz       | 15–8, 15–3        |
| Damendoppel  | Grete Flensted Edel Christensen | Hanne Jensen Annelise Hansen | 15–11, 15–7       |
| Mixed        | Arne Rasmussen Grete Flensted   | Ole Mertz Gerda Solvthorp    | 15–9, 14–17, 15–6 |